# Gándara (montaña)
Gándara o  Cueto de la Gándara es una montaña situada entre los municipios cántabros de Valdáliga y Rionansa, en España. Es la cumbre más alta de la Sierra del Escudo de Cabuérniga, en cuya cima se halla un vértice geodésico que marca 925,5 metros sobre el nivel del mar desde la base del pilar. El pico tiene una prominencia de 358 metros y una relevancia del 35,73%.

## Rutas
Se puede subir desde las localidades de Puentenansa (209 m), Celis (191 m) y Roiz (desde los barrios de Caviña y Bustriguado).
El acceso de menor desnivel parte del barrio de Caviña, acercándose a la cumbre por su ladera norte. Una buena parte del recorrido, se puede hacer con vehículo todoterreno.
El acceso desde Bustriguado, el de mayor desnivel, se hace por una pista que comienza paralela al río Bustriguado para más adelante abandonarlo a su izquierda y ascender hacia la cotera del Taladro a 638 m. Sin alcanzar la cima se vira a la izquierda para descender hasta el collado del Taladro a 572 m (a este collado también se llega desde Celis). En este punto se toma una senda zizagueante hasta llegar a la despejada cima. 